# Polymerus rubrocuneatus
Polymerus rubrocuneatus är en insektsart som beskrevs av Knight 1925. Polymerus rubrocuneatus ingår i släktet Polymerus och familjen ängsskinnbaggar. Inga underarter finns listade i Catalogue of Life.